# Campionati del mondo di ciclismo su strada 2013 - Cronometro a squadre femminile
La cronometro a squadre femminile dei Campionati del mondo di ciclismo su strada 2013 è stata corsa il 22 settembre in Italia, tra Pistoia e Firenze, su un percorso totale di 42,79 km. La squadra statunitense Specialized-Lululemon ha vinto la gara con il tempo di 51'10"69, alla media di 50,165 km/h.

## Classifica (Top 10)
| Pos. | Squadra                            | Tempo     |
| ---- | ---------------------------------- | --------- |
| 1    | Team Specialized-Lululemon         | 51'10"69  |
| 2    | Rabobank Women Cycling Team        | a 1'11"09 |
| 3    | Orica-AIS                          | a 1'33"83 |
| 4    | RusVelo                            | a 2'02"31 |
| 5    | MCipollini-Giordana                | a 2'18"83 |
| 6    | Wiggle-Honda                       | a 2'33"00 |
| 7    | Team Argos-Shimano                 | a 2'50"51 |
| 8    | Optum p/b Kelly Benefit Strategies | a 3'03"44 |
| 9    | Sengers Ladies Cycling Team        | a 3'05"80 |
| 10   | Boels-Dolmans Cycling Team         | a 3'33"70 |